# یماشی
یماشی (به لاتین: Yemashi) یک منطقهٔ مسکونی در روسیه است که در باشقیرستان واقع شده‌است.